# Upplands runinskrifter 840

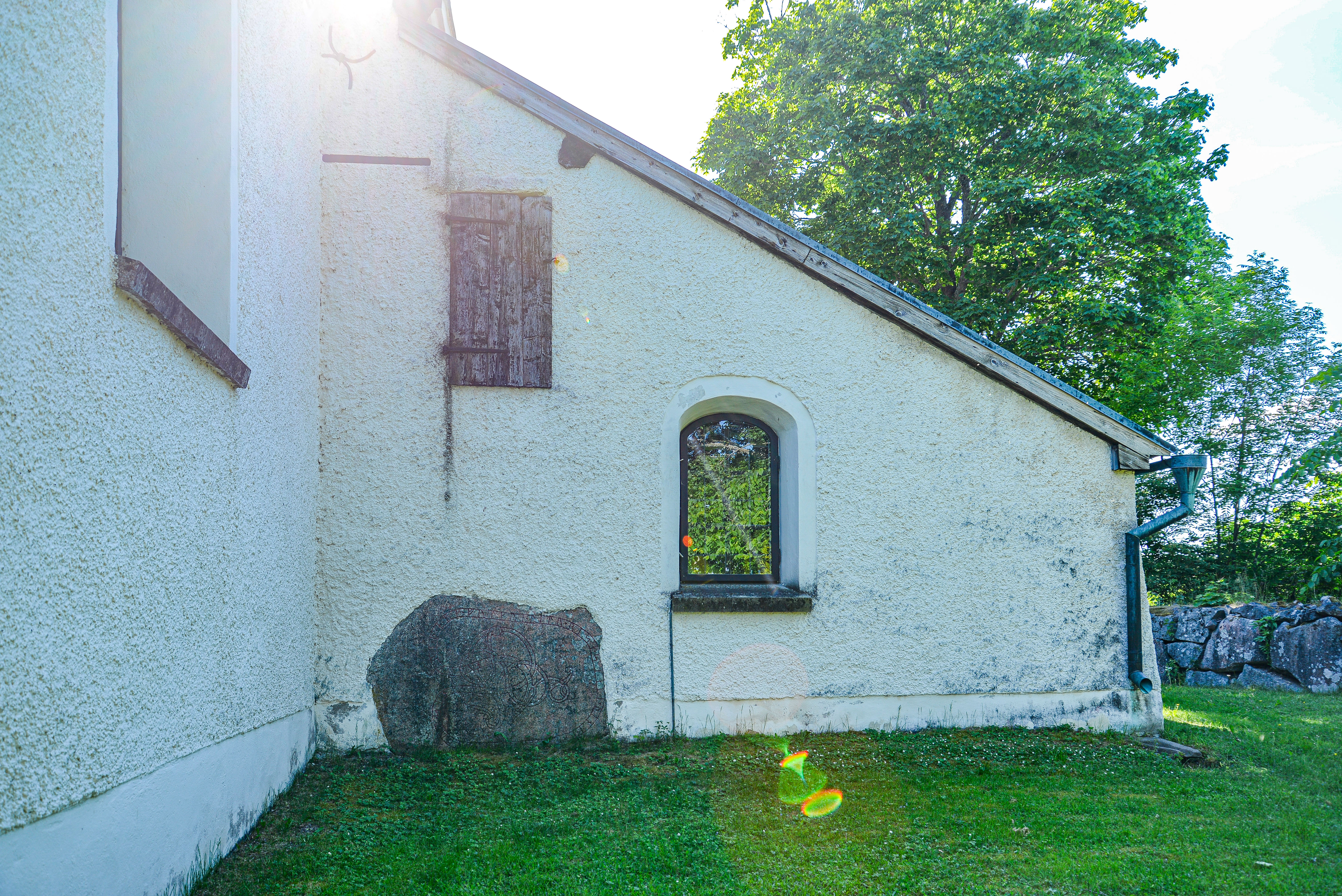
Bild som visar hur runstenen sitter i kyrkväggen.

Upplands runinskrifter 840 är en runsten som är inmurad i Dalby kyrkas sakristias yttervägg. Runstenen murades in där på 1600-talets mitt då sakristian byggdes. Innan dess var stenen insatt i kyrkans östra gavelvägg. U 840 var under lång tid täckt av rappning men återanträffades 1901 vid en restaurering. Stenen saknar signering, men har attribuerats till Öpir. Det är emellertid en osäker attribuering. Stenen är av röd granit och är 1,75 meter lång och 1,2 meter bred. Runhöjden är 5 till 5,5 centimeter.

## Inskriften
Translitterering av runraden:
hulfriþ · auk · fulkui · litu · risa · s[t]ain · þina · eftʀ · þorstain · faþur sin
Normalisering till runsvenska:
Holmfriðr ok Folkvi letu ræisa stæin þenna æftiʀ Þorstæin, faður sinn.
Översättning till nusvenska:
Holmfrid och Folkvi läto resa denna sten efter Torsten, sin fader